# 財神駕到
《財神駕到》（英語：May Fortune Smile On You），香港電視廣播有限公司拍攝製作的賀歲劇，由黎耀祥、單立文及何廣沛領銜主演，並由傅嘉莉、陳山聰、姚嘉妮、樊奕敏及賴慰玲聯合演出，監製李添勝。
本劇為無線電視2017年賀歲劇之一，由優品360呈獻，著名監製李添勝退休離開無綫電視之前參與的最後作品。

## 演员表

### 梅家
| 演員   | 角色   | 暱稱／關係 |
| 黎耀祥 | 梅賽乾 | 牛腩檔東主／散工王 梅開心之父 何艷紅之暗戀對象，於第30集為其夫 王百萬之兄弟兼好友，後反目，最後和好 連芷蓉之契爺 何玉虎之女婿(第30集) 被王百萬指使的吳曉婷假扮其失散女兒並使計離間他和王招財的關係 於第30集重遇梅開心 名字諧音：梅菜乾 |
| 楊卓娜 |        | 梅賽乾之前妻 梅開心之母 二十年前離開梅賽乾並帶走梅開心，投靠姐姐，後开洗衣店 |
| 樊奕敏 | 何艷紅 | 暗戀梅賽乾，於第30集為其第二任妻子 梅開心之继母（第30集） 參见何家 |
| 譚凱琪 | 梅開心 | 開心 梅賽乾之女 何艷红之继女（第30集） 二十年前被母親帶走而未曾告知梅賽乾，被其多年來誤会女兒被人拐走 於第30集重遇梅賽乾 已結婚 （特别演出）                                                                                           |

### 王家／徐家
| 演員           | 角色   | 暱稱／關係 |
| 單立文         | 王百萬 | 城中富豪 王招財之父 徐嬋之夫 徐富之姐夫兼上司，後反目 梅賽乾之兄弟兼好友，後反目，最後和好 原名王一仙 原為窮人，後因財神不小心犯錯而得到原是梅賽乾的馬票，促使他成為富豪，並改名王百萬 於第4至13集與王招財向恭喜里收地 指使吳曉婷假扮梅賽乾的女兒並使計以離間其與王招財的關係 於第29集為救王招財而捐出所有家產 |
| 姚嘉妮         | 徐 嬋  | 徐富之姊，後反目 於第1集被王百萬的車撞致身亡，後被蟾蜍精上身，阻止財神完成任務重返天庭 勾引王百萬，其後成為其續弦妻子 王招財之繼母 要脅吳錦旭、吳曉婷 於第29集決定留在人间與王百萬共患難，放棄多年修為和功成登天成仙的機會 |
| 楊瑞麟         | 徐 富  | 茶樓伙計 徐嬋之弟，後反目 王百萬之舅仔兼私人助理，後反目 王招財之繼舅父 於第28集中飽私囊，並害死金針 於第29集交代自首 名字諧音：除褲 |
| 陳泓達（童年） | 王招財 | 財少 財神托世 王百萬之子 徐嬋之繼子，被其陷害 徐富之繼外甥 連芷蓉之鬥氣冤家，並與其有感情線，後為其男友 吳曉婷之追求對象，後為好友 賈仕仁之好友 金針之知己兼保護對象 於第4至13集與向恭喜里收地，期間得知錢不是萬能及不可以「冇衣食」（浪費）的道理 於第14集與其父鬧翻並遷往恭喜里暫住，其後因梅賽乾私吞馬票獎金對其失望，返回家中 於第22集恢復財神記憶，從昏迷中醒來，性情大變 於第29集在凡間的肉身因完成財神的任務(過了24年)，後返回天庭並將自己的肉身交給金針令他活下來 |
| 何廣沛         | 王招財 | 財少 財神托世 王百萬之子 徐嬋之繼子，被其陷害 徐富之繼外甥 連芷蓉之鬥氣冤家，並與其有感情線，後為其男友 吳曉婷之追求對象，後為好友 賈仕仁之好友 金針之知己兼保護對象 於第4至13集與向恭喜里收地，期間得知錢不是萬能及不可以「冇衣食」（浪費）的道理 於第14集與其父鬧翻並遷往恭喜里暫住，其後因梅賽乾私吞馬票獎金對其失望，返回家中 於第22集恢復財神記憶，從昏迷中醒來，性情大變 於第29集在凡間的肉身因完成財神的任務(過了24年)，後返回天庭並將自己的肉身交給金針令他活下來 |

### 連家
| 演員   | 角色   | 暱稱／關係 |
| 李 岡  | 連環濤 | 周海棠之夫 連芷蓉之父 多年前因財神讓自己發達的緣故，本應能與周海棠及連芷蓉共富貴，但因財神間接把自己與周海棠的緣份拆散，因此失蹤多年 於第30集返回連家 名字諧音：連環圖 |
| 潘芳芳 | 周海棠 | 連環濤之妻 連芷蓉之母 |
| 傅嘉莉 | 連芷蓉 | 紅豆妹、蓉蓉 恭喜里糖水妹 連環濤、周海棠之女 梅賽乾之契女 王招財之鬥氣冤家，並與其有感情線，後為其女友 金針之暗戀對象，後來以王招財的肉身為其女友 名字諧言：蓮子蓉     |

### 仙界
| 演員   | 角色     | 暱稱／關係 |
| 洋     | 玉 帝    | 王母娘娘之夫 |
| 程可為 | 王母娘娘 | 玉帝之妻 |
| 陳山聰 | 財 神    | 土地公之好友 個性飛揚跋扈，因工作魯莽大意錯判財緣，被平日得罪的眾仙聯名參奏，玉帝無奈之下只能秉公將財神貶下凡間二十四年，期間必須完成任務撥亂反正，才能重返天庭 因為人小器，眾仙擔心衪會重返天庭算舊帳，因而在南天門前聯手施襲，導致祂失憶並化身成王一仙之子王招財，使祂更難完成救助梅賽乾的任務 與雷震子、何仙姑、月老、灶君、鐵拐李、李靖、二郎神、哪吒、韓湘子、藍采和、呂洞賓、張果老、曹國舅、漢鍾離、天兵將領不和，於第30集向他們認錯並和解 口頭禪：恭喜你個發財 |
| 劉 江  | 土地公   | 於凡間化身賈仕仁、青蔥居士 早年點化財神成道 在財神貶落凡塵時，成為其化身王招財之好友 於凡間協助王招財（財神）完成任務 於第11集在人間得知若向王招財（財神）洩露天機，就會變成一坨泥，但想到在夢中暗示，於第12集得知其解錯，並因金針告知徐嬋（蟾蜍精）的緣故，看見三個拿著錘的路人，雖然成功逃走，但土地廟被拆 於第13集煩惱如何去馬六甲，告知王招財 |
| 李家聲 | 雷震子   | 與財神不和，而且因財神性格小氣，而擔心祂會報仇，後和好 千方百計阻止王招財（財神）完成任務，並派蟾蜍精下凡阻礙王招財（財神） |
| 邵珮詩 | 何仙姑   | 與財神不和，而且因財神性格小氣，而擔心祂會報仇，後和好 千方百計阻止王招財（財神）完成任務，並派蟾蜍精下凡阻礙王招財（財神） |
| 蔡康年 | 月 老    | 與財神不和，而且因財神性格小氣，而擔心祂會報仇，後和好 千方百計阻止王招財（財神）完成任務，並派蟾蜍精下凡阻礙王招財（財神） |
| 鄭恕峰 | 灶 君    | 與財神不和，而且因財神性格小氣，而擔心祂會報仇，後和好 千方百計阻止王招財（財神）完成任務，並派蟾蜍精下凡阻礙王招財（財神） |
| 邵卓堯 | 鐵拐李   | 與財神不和，而且因財神性格小氣，而擔心祂會報仇，後和好 千方百計阻止王招財（財神）完成任務，並派蟾蜍精下凡阻礙王招財（財神） |
| 黃煒溏 | 李 靖    | 與財神不和，而且因財神性格小氣，而擔心祂會報仇，後和好 千方百計阻止王招財（財神）完成任務，並派蟾蜍精下凡阻礙王招財（財神） |
| 楊證樺 | 韓湘子   | 與財神不和，而且因財神性格小氣，而擔心祂會報仇，後和好 千方百計阻止王招財（財神）完成任務，並派蟾蜍精下凡阻礙王招財（財神） |
| 章景恆 | 藍采和   | 與財神不和，而且因財神性格小氣，而擔心祂會報仇，後和好 千方百計阻止王招財（財神）完成任務，並派蟾蜍精下凡阻礙王招財（財神） |
| 葉 暐  | 呂洞賓   | 與財神不和，而且因財神性格小氣，而擔心祂會報仇，後和好 千方百計阻止王招財（財神）完成任務，並派蟾蜍精下凡阻礙王招財（財神） |
| 李海生 | 張果老   | 與財神不和，而且因財神性格小氣，而擔心祂會報仇，後和好 千方百計阻止王招財（財神）完成任務，並派蟾蜍精下凡阻礙王招財（財神） |
| 歐瑞偉 | 曹國舅   | 與財神不和，而且因財神性格小氣，而擔心祂會報仇，後和好 千方百計阻止王招財（財神）完成任務，並派蟾蜍精下凡阻礙王招財（財神） |
| 陳國基 | 漢鍾離   | 與財神不和，而且因財神性格小氣，而擔心祂會報仇，後和好 千方百計阻止王招財（財神）完成任務，並派蟾蜍精下凡阻礙王招財（財神） |
| 司徒暉 | 二郎神   | 與財神不和，而且因財神性格小氣，而擔心祂會報仇，後和好 千方百計阻止王招財（財神）完成任務，並派蟾蜍精下凡阻礙王招財（財神） |
| 馮子森 | 哪 吒    | 與財神不和，而且因財神性格小氣，而擔心祂會報仇，後和好 千方百計阻止王招財（財神）完成任務，並派蟾蜍精下凡阻礙王招財（財神） 於南天門前出腿重擊財神天門，致使財神三魂七魄渙散、記憶喪失，忘卻自己的身分和使命就此託胎人間 |
| 洪煒俊 | 小 寶    | 仙童 |
| 洪煒恆 | 小 貝    | 仙童 |
| 李 嘉  |          | 天兵將領 |
| 姚嘉妮 | 徐 嬋    | 實為蟾蜍精上身 於第1集被王百萬的車撞致身亡，後被蟾蜍精上身，阻止財神完成任務重返天庭 要脅吳錦旭、吳曉婷 參見王家 |
| 何廣沛 | 王招財   | 財少 財神托世 於第30集靈魂出竅(因過了24歲)，變為财神的样子 參見王家 |

### 何家
| 演員           | 角色   | 暱稱／關係                                                                    |
| 雪 妮          | 何玉虎 | 何艷紅之母 梅賽乾之岳母(第30集) 梅开心之繼外婆(第30集)                        |
| 梁暐昕（童年） | 何艷紅 | 砵仔糕檔檔主／歌女 何玉虎之女 暗戀梅賽乾，於第30集為其第二任妻子 梅開心之继母 |
| 樊奕敏         | 何艷紅 | 砵仔糕檔檔主／歌女 何玉虎之女 暗戀梅賽乾，於第30集為其第二任妻子 梅開心之继母 |

### 吳家
| 演員   | 角色   | 暱稱／關係 |
| 李子奇 | 吳錦旭 | 富商 莊香之夫，並刻薄其 吳曉婷之養父，後拋棄她 名字諧音：唔敢郁，書面語：不敢動 |
| 曾慧雲 | 莊 香  | 黑市夫人 吴錦旭之妻，被其刻薄 吳曉婷之養母，後拋棄她 名字諧音：裝香，書面語：燒香 |
| 賴慰玲 | 吳曉婷 | 吳锦旭、莊香之養女，後被他們拋棄 追求王招財，實則被養父迫自己嫁入豪门 暗戀金針 被王百萬指使假扮梅賽乾失散之女以離間他和王招財的關係 受梅菜乾感化最後棄惡從善，機緣巧合下通過電影試鏡成為新一代電影女星 名字諧音：唔曉停 |

### 金家
| 演員   | 角色  | 暱稱／關係 |
| 蔡國慶 | 金 順 | 順叔 金針之父 名字諧音：甘筍 |
| 胡諾言 | 金 針 | 金順之子 王招財之貼身保鑣兼私人醫護兼知己 暗戀連芷蓉，後以王招财的肉身為其男友 吳曉婷之暗戀對象 於第29集被燒至重傷後不治而靈魂出竅，後以王招財的肉身而活下來，照顧王百萬、連芷蓉 |

### 堅定樓
| 演員   | 角色   | 暱稱／關係                                              |
| 鍾志光 | 顧振邦 | 包租公 洪瑞嬌之夫                                       |
| 韓毓霞 | 洪瑞嬌 | 包租婆 顧振邦之妻 名字諧音：洪水橋                      |
| 黎耀祥 | 梅賽乾 | 住客 參見梅家                                           |
| 黃嘉樂 | 李 修  | 修哥 住客 鍾情何艷紅                                    |
| 潘芳芳 | 周海棠 | 參見連家                                                |
| 傅嘉莉 | 連芷蓉 | 參見連家                                                |
| 王俊棠 | 武德輝 | 住客 武德鼎之兄 名字諧音：無得揮                        |
| 王致狄 | 武德鼎 | 住客 武德輝之弟 名字諧音：無得頂                        |
| 黃長興 | 齊耀東 | 住客 與桑菊相戀，於第30集為其夫                         |
| 裕 美  | 桑 菊  | 齊耀東妻子家之傭人 與齊耀東相戀，於第30集為其第二任妻子 |
| 陳狄克 | 劉永祥 | 住客                                                    |

### 其他演員
| 演員   | 角色                    | 暱稱／關係                               |
| 陳華鑫 | 劉比蒂                  |                                          |
| 陳靖雲 | 楊露絲                  |                                          |
| 容天佑 | 佐 治                   |                                          |
| 焦浩軒 | 米 高                   |                                          |
| 黃梓瑋 | 朱 桃                   |                                          |
| 周寶霖 | 張 杏                   |                                          |
| 何綺雲 | 馬 莉                   |                                          |
| 李忠希 | 呂 權                   | 呂經理 王百萬、王招財之下屬 連芷容之上司 |
| 馬蹄露 | 班 芬                   | 班主任 王百萬、王招財之下屬 連芷容之上司 |
| 李麗麗 | 林七妹                  |                                          |
| 郭千瑜 | 護 士                   |                                          |
| 姚浩政 | 史 進                   |                                          |
| 彭紀諺 | 張日新                  |                                          |
| 梁証嘉 | 廖志華                  |                                          |
| 陳俊堅 | 江志清                  |                                          |
| 霍健邦 | 胡志傑                  |                                          |
| 吳展驊 | 水文賓                  |                                          |
| 江富強 | 梁 鋒                   |                                          |
| 周梓盈 |                         | 點心妹                                   |
| 張詩欣 |                         | 點心妹                                   |
| 周嘉洛 |                         | 路人                                     |
| 周嘉洛 | 舞會賓客                |                                          |
| 關梓陽 |                         | 舞會賓客                                 |
| 吳偉豪 |                         | 舞會賓客                                 |
| 譚浩智 |                         | 舞會賓客                                 |
| 吳嘉儀 | 陳小姐                  | 舞會賓客                                 |
| 吳嘉儀 | 路人 被梅賽乾誤認是其妻 |                                          |
| 楊嘉欣 |                         |                                          |
| 繆家慶 |                         | 舞會賓客                                 |
| 繆家慶 | 隨從                    |                                          |
| 招浩明 |                         | 舞會賓客                                 |
| 招浩明 | 隨從                    |                                          |
| 方紹聰 |                         | 苦力                                     |
| 易智遠 |                         | 苦力                                     |
| 劉天龍 |                         | 工頭                                     |
| 黃穎君 |                         | 應徵者                                   |
| 吳曠利 |                         | 應徵者                                   |
| 黃建東 | 班劉民                  |                                          |
| 余子明 | 勝 叔                   | 王梅林村宗親會創會會長                   |
| 戴耀明 | 余委員                  | 王梅林村宗親會委員                       |
| 郭子豪 | 蔣委員                  | 王梅林村宗親會委員                       |
| 盧偉文 | 記 者                   |                                          |
| 李旻芳 |                         | 空姐                                     |
| 沈愛琳 |                         | 空姐                                     |
| 陳浚霆 | 賓 客                   | 參加恭喜里重建後的開幕禮                 |
| 乔宝宝 | 米丰年                  | 美食家 于第29集与梅賽乾谈论生意          |

## 播映安排
- 此劇原為無綫電視於2016年2月9日播放的2016年賀歲劇集，後被抽起改為播放《公公出宮》[1]，後改為2017年賀歲劇集，並以半小時一集於2017年1月9日播出。

## 軼事
- 此劇為金牌監製李添勝在無綫電視服務了48年的告別作。
- 此劇是傅嘉莉首次擔任第一女主角的劇集，其飾演的角色「連芷蓉」，與姊妹劇集2014年《新抱喜相逢》中陳婉婷飾演的角色名字「連祉融」幾乎雷同（同音不同字），及2008年《溏心風暴之家好月圓》中黎耀祥飾演的角色名字「年子勇（蓮子蓉）」別名雷同（姓名諧音，別名同音同字）。
- 此劇由李家聲扮演的雷震子，似是向2001年劇集《封神榜》當中他扮演的相同角色致敬。

## 記事
- 2015年9月30日：此劇於12:30在將軍澳電視廣播城一廠灰位舉行造型記者會[2]。
- 2015年10月28日：此劇於15:00在將軍澳電視廣播城十六廠舉行開鏡拜神記者會。
- 2017年1月6日：此劇於15:00在馬鞍山西沙路608號馬鞍山廣場二樓中庭舉行「金銀滿屋迎新歲」宣傳活動。
- 2017年1月21日：此劇在20:30於將軍澳工業村駿才街77號電視廣播城一廠錄影《保良善心全鳳獻》，出席演員：單立文、何廣沛、傅嘉莉、樊奕敏及賴慰玲。
- 2017年1月28日：此劇在11:45於將軍澳工業村駿才街77號電視廣播城一廠直播《雞年唱旺報新春》，出席演員：單立文、何廣沛、傅嘉莉及樊奕敏。
- 2017年2月9日：此劇於13:00在尖沙咀彌敦道90-94號頂好海鮮酒家舉行「新春開年飯」宣傳活動。[3]

## 收視
| 週次 | 集數   | 日期                   | 平均 | 最高 | 備註                                                                   |
| 1    | 1－5   | 2017年1月9日－1月13日  | 22點 | 26點 | 平均收視為22.4點 首集平均收視25點，最高26點                            |
| 2    | 6－10  | 2017年1月16日－1月20日 | 23點 | 點   | 平均收視為23點                                                         |
| 3    | 11－15 | 2017年1月23日－1月27日 | 20點 | 點   | 平均收視為19.7點                                                       |
| 4    | 16－20 | 2017年1月30日－2月3日  | 20點 | 點   | 平均收視為20.3點                                                       |
| 5    | 21－25 | 2017年2月6日－2月10日  | 23點 | 27點 | 平均收視為23.1點 第22集最高收視27.3點                                  |
| 6    | 26－30 | 2017年2月13日－2月17日 | 23點 | 點   | 平均收視為22.8點 第28集平均收視為22點 大結局平均收視22點，最高收視24點 |
| 全劇 | 全劇   | 全劇                   | 22點 | 點   | 平均收視為21.8點                                                       |

## 外部連結
- 《財神駕到》- 全新組合接財神 - 新劇解構 TVBUSA Weekly[永久]
- 《財神駕到》myTV SUPER 回看 （页面存档备份，存于）

## 電視節目的變遷
| 香港 無綫電視翡翠台 星期一至五 20:00－20:30 時段 | 香港 無綫電視翡翠台 星期一至五 20:00－20:30 時段 | 香港 無綫電視翡翠台 星期一至五 20:00－20:30 時段 |
| ------------------------------------------------ | ------------------------------------------------ | ------------------------------------------------ |
|                                                  | 財神駕到 （2017-01-09－2017-02-17）              |                                                  |
| 愛·回家之八時入席 （2016-04-04－2017-01-06）     | 愛·回家之開心速遞 （2017-02-20－）               |                                                  |

| 香港 無綫電視翡翠台 星期二至六 01:00－04:00 時段 | 香港 無綫電視翡翠台 星期二至六 01:00－04:00 時段 | 香港 無綫電視翡翠台 星期二至六 01:00－04:00 時段 |
| ------------------------------------------------ | ------------------------------------------------ | ------------------------------------------------ |
|                                                  | 財神駕到 （2022-02-01－2022-02-05）              |                                                  |
| 不適用                                           | 不適用                                           |                                                  |

| 马来西亚 Astro華麗台、Astro華麗台HD 星期一至五 20:00－20:30 時段 | 马来西亚 Astro華麗台、Astro華麗台HD 星期一至五 20:00－20:30 時段 | 马来西亚 Astro華麗台、Astro華麗台HD 星期一至五 20:00－20:30 時段 |
| ---------------------------------------------------------------- | ---------------------------------------------------------------- | ---------------------------------------------------------------- |
|                                                                  | 財神駕到 （2017-01-09－2017-02-17）                              |                                                                  |
| 愛·回家之八時入席 （2016-04-04－2017-01-06）                     | 愛·回家之開心速遞 （2017-02-20－）                               |                                                                  |

| 新加坡 翡翠衛星台 星期一至五 20:00 - 20:30   | 新加坡 翡翠衛星台 星期一至五 20:00 - 20:30 | 新加坡 翡翠衛星台 星期一至五 20:00 - 20:30 |
| -------------------------------------------- | ------------------------------------------ | ------------------------------------------ |
|                                              | 財神駕到 （2017-01-10－2017-02-20）        |                                            |
| 愛·回家之八時入席 （2016-04-05－2017-01-09） | 愛·回家之開心速遞 （2017-02-21－）         |                                            |

| TVBJ 星期一至五 18:45－19:15                 | TVBJ 星期一至五 18:45－19:15         | TVBJ 星期一至五 18:45－19:15 |
| -------------------------------------------- | ------------------------------------ | ---------------------------- |
|                                              | 財神駕到 （2017-01-10 - 2017-02-03） |                              |
| 愛·回家之八時入席 （2016-04-05－2017-01-09） | —                                    |                              |

| 翡翠台 星期一至五 19:00－19:30 | 翡翠台 星期一至五 19:00－19:30       | 翡翠台 星期一至五 19:00－19:30 |
| ------------------------------ | ------------------------------------ | ------------------------------ |
|                                | 財神駕到 （2017-02-06 - 2017-02-20） |                                |
| —                              | 愛·回家之開心速遞 （2017-02-21－）   |                                |

| 新加坡 HUB娛家戲劇台 劇集首映 星期一至四 22:30－23:30 時段 | 新加坡 HUB娛家戲劇台 劇集首映 星期一至四 22:30－23:30 時段 | 新加坡 HUB娛家戲劇台 劇集首映 星期一至四 22:30－23:30 時段 |
| ---------------------------------------------------------- | ---------------------------------------------------------- | ---------------------------------------------------------- |
|                                                            | 財神駕到 （2017-01-25－2017-02-20）                        |                                                            |
| -                                                          | -                                                          |                                                            |